# Espérance sportive de Tunis (football)
Cet article concerne la section football de l'Espérance sportive de Tunis. Pour les autres sections, voir Espérance sportive de Tunis.
Maillots
Actualités
Dernière mise à jour : 3 août 2025.
L'Espérance sportive de Tunis (arabe : الترجي الرياضي التونسي ou Attarajī ar-Riyāḍi Attūnisī), abrégé en ES Tunis ou EST, est un club de football tunisien basé à Tunis et fondé en 1919 dans le quartier de Bab Souika. Il évolue dans le championnat de Tunisie.
Il est le club tunisien le plus titré au niveau national et international, toutes compétitions confondues, avec 34 championnats, seize coupes de Tunisie, huit Supercoupes de Tunisie, une coupe Hédi Chaker et un critérium Hamda Laouani. Le club a également remporté la coupe d'Afrique des vainqueurs de coupe, la coupe de la CAF, la Ligue des champions de la CAF à quatre reprises, la Supercoupe de la CAF ainsi que des coupes arabes (Ligue des champions arabes à trois reprises, une Supercoupe arabe et une coupe afro-asiatique des clubs).
L'Espérance sportive de Tunis se trouve à la septième place du classement des meilleurs clubs africains du XXe siècle dressé par l'IFFHS. Elle est aussi désignée par la Confédération africaine de football comme le cinquième club africain du XXe siècle, en 2000, et prend la tête du classement africain des clubs en 2018.
Une certaine rivalité existe avec le Club africain contre qui il dispute chaque année le derby tunisois. Une autre rivalité l'oppose aux clubs de l'Étoile sportive du Sahel et le Club sportif sfaxien.
Le club aux rayures rouges et jaunes est dirigé par Hamdi Meddeb depuis 2007.

## Histoire

### Création du club (1919)

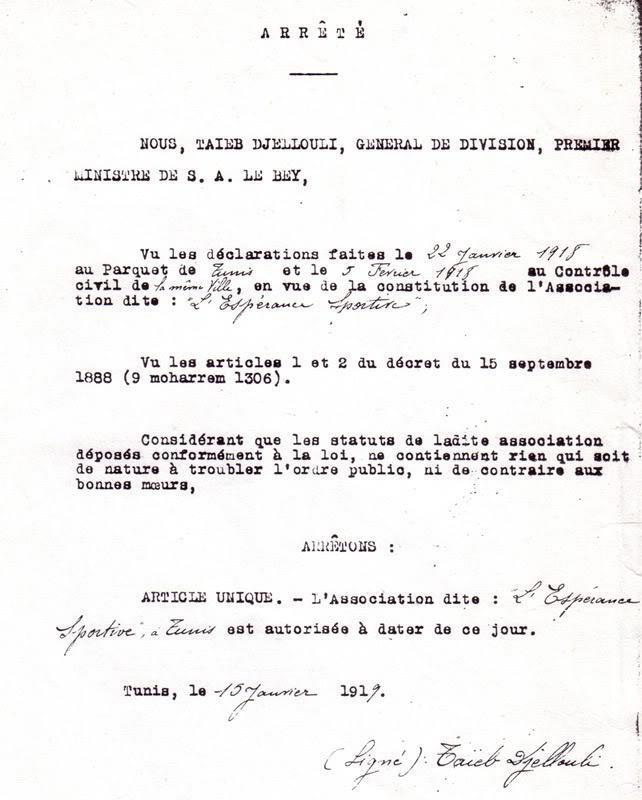
Décret d'autorisation du 15 janvier 1919.

Mohamed Zouaoui, dont la famille est originaire de Kabylie, et Hédi Kallel fondent le club dans un café de Bab Souika qui lui donne son nom : le café de l'Espérance. Ils font appel à Louis Montassier, cadre de l'administration française, pour l'obtention de l'autorisation par les autorités coloniales, vu les réglementations de l'époque qui exigent que toutes les fondations et clubs doivent être présidées par un Français. L'EST est enregistrée officiellement le 15 janvier 1919. Ses premières couleurs sont le blanc et le vert.
Le premier bureau directeur se compose de la façon suivante : Louis Montassier (président), Mohamed Hentati (vice-président), Allala Reguig (secrétaire général), Larroussi Ben Osmane (trésorier), Hédi Kallel (trésorier assistant), Mohamed Zouaoui et Manoubi Nouri (membres). Le club s'engage pour la première fois dans le championnat de Tunisie (promotion d'honneur de deuxième série) au cours de la saison 1919-1920. Sa première équipe se compose de la façon suivante :
- Gardien de but : Habib Trabelsi ;
- Arrière droit : M'hamed Zouaoui ;
- Arrière gauche : Hassen Bouderballa ;
- Demi-droit : Hédi Kallel ;
- Demi-centre : Tahar Zouari ;
- Demi-gauche : Othman Ben Soltane ;
- Ailier droit : Hassine Bouderballa ;
- Inter droit : Tahar Ben Labiedh ;
- Avant centre : Mohamed Zouaoui ;
- Inter gauche : Allal Gaiji ;
- Ailier gauche : Hédi Ben Ammar ;
- Remplaçants : Sadok Bech Baouab, Abdelhamid Tebourbi, Chérif Bouderbala.

Cette équipe est composée de joueurs de tous âges étant donné qu'il n'y a pas de limite d'âge et que tous peuvent jouer ensemble sans la moindre autorisation médicale. Toutefois, la moyenne d'âge de ces joueurs se situait entre 18 et vingt ans. Leurs débuts sont assez difficiles mais, parmi leurs meilleures performances, on peut citer l'élimination, en coupe de Tunisie, de l'équipe Jeune-France.

#### Club exclusivement musulman

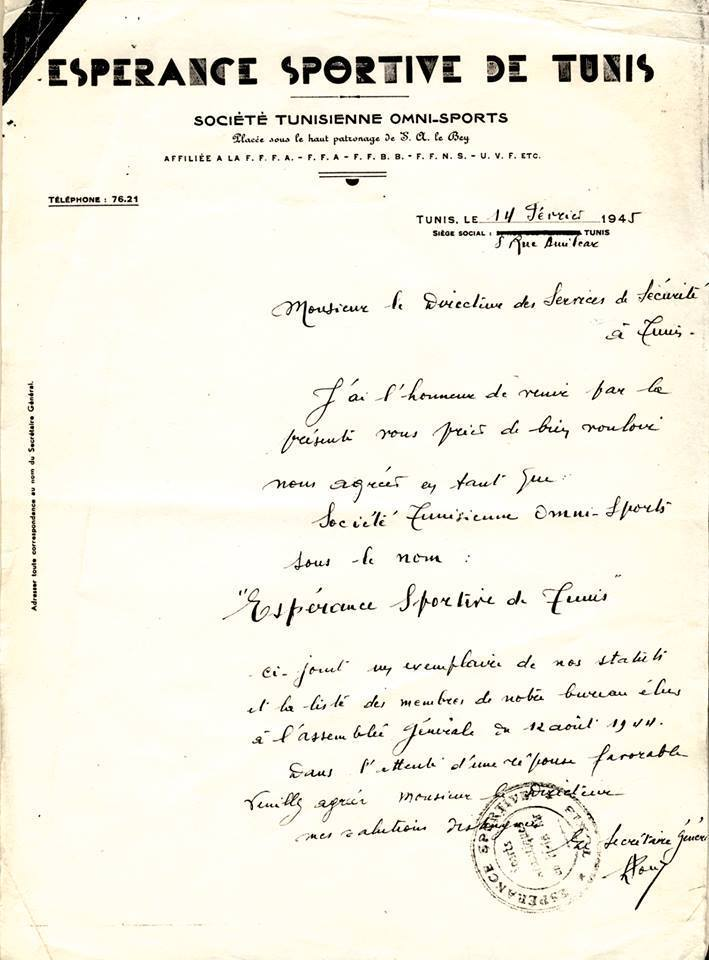
Permission de pratiquer (papier officiel).

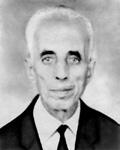
Mohamed Zouaoui.

Le football émerge au début des années 1900. Les clubs européens, largement considérés comme des annexes coloniales des associations sportives métropolitaines, sont les seuls à participer au premier championnat tunisien en 1910. Parmi eux figurent des clubs français ainsi que des clubs italiens et maltais. Le Stade africain, un club franco-arabe majoritairement français, est le premier à inclure des joueurs tunisiens, recrutés dans les collèges et lycées.
Après une interruption de deux ans due à la Première Guerre mondiale, une coupe franco-arabe est organisée en 1917. Lors de la finale entre le Stade africain et le Stade tunisois (club qui n'accepte que des joueurs juifs), des incidents violents éclatent entre les supporters dans une ambiance marquée par un antisémitisme latent. À la suite des troubles, toute manifestation sportive ou rassemblement de masse est interdit.

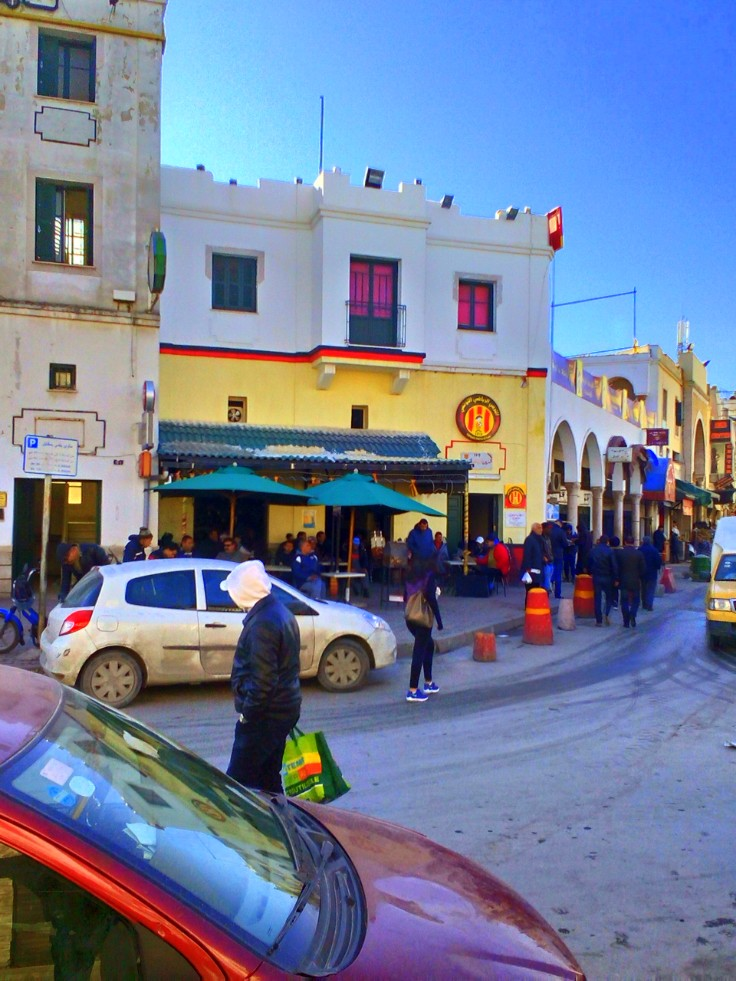
Siège historique de l'EST à Bab Souika.

Située dans la partie nord de la médina de Tunis, la rue Achour, majoritairement musulmane, s'étend vers la Hafsia, un quartier à forte population juive, favorisant ainsi l'interaction entre ces deux communautés voisines. D'abord adversaires, elles se rapprochent et fusionnent leurs équipes. En conséquence, l'Union sportive tunisienne (UST), issue de la fusion entre le Stade tunisois et le Stade africain, voit le jour et domine le football tunisien durant l'entre-deux-guerres.
Mohamed Zouaoui, le garde-matériel du Stade africain, accompagné de Hédi Kallel et d'Othman Ben Soltan, défenseurs de la création d'un club « authentiquement » musulman et non simplement tunisien, se réunissent au café L'Espérance, en bordure de la médina, et fonde l'Espérance sportive de Tunis, non pas pour affirmer une identité nationale mais en réaction à la formation de l'UST qui compte principalement des joueurs juifs après le départ de ses membres musulmans. L'EST obtient officiellement l'autorisation des autorités françaises le 15 janvier 1919.
La date de fondation du club revêt une signification particulière dans la construction de son identité puisque beaucoup d'amateurs le considèrent comme le premier club tunisien fondé dans le pays et comme un premier engagement dans le mouvement national. La politique de recrutement du club renforce encore sa réputation car, malgré des résultats modestes à ses débuts, l'EST se démarque par son insistance à aligner uniquement des joueurs musulmans, contrairement à d'autres clubs comme l'UST ou le Club africain qui font appel à des joueurs français, ou italiens avant l'indépendance, le positionnant comme un symbole du nationalisme tunisien. Cependant, la présence d'un président français, Louis Montassier, exigée par la loi pour la formation de toute association, ternit quelque peu son image, même si son authenticité est consolidée par son encrage territorial avec les quartiers nord de la médina.

#### Premiers succès

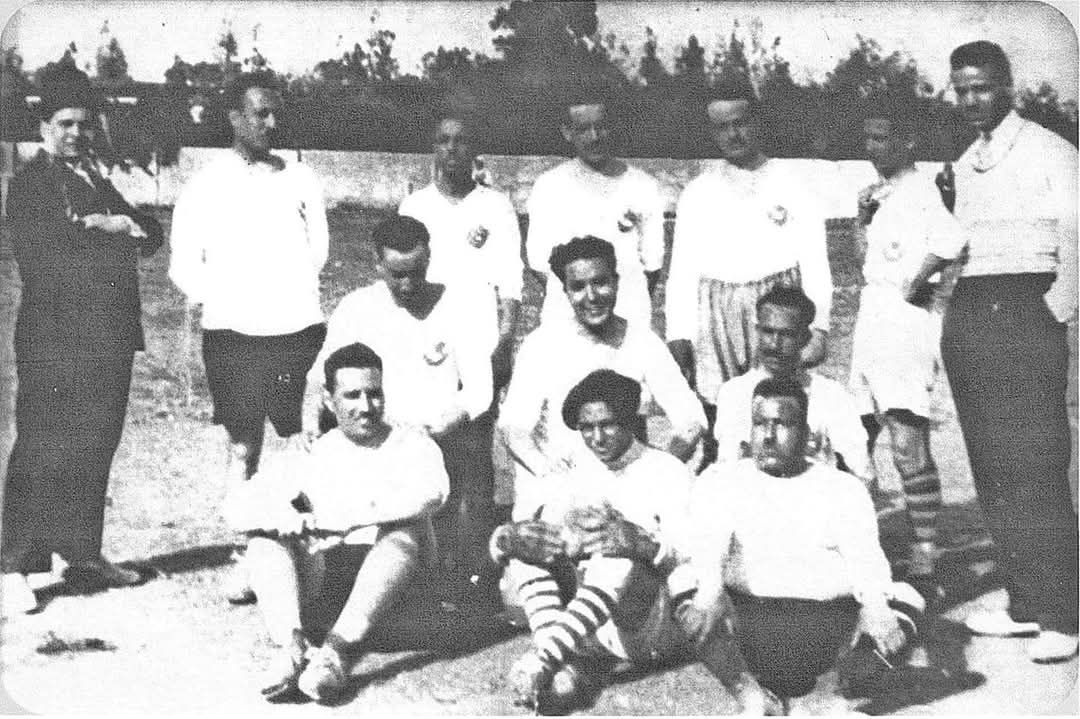
Joueurs avec le maillot blanc et vert en 1920.

Dès 1920, le club recrute un jeune lycéen, Chedly Zouiten, qui fournit un jeu de maillot à bandes verticales rouges et jaunes, devenant désormais les couleurs du club.
Zouiten devient membre du comité directeur du club en 1923 avant d'accéder à sa présidence en 1931. Le 29 juin 1930, Habib Bourguiba fait partie du comité directeur du club composé comme suit :
- Président : Mustapha Kaak ;
- Vice-présidents : Hamouda Boussen et M'hamed Bourguiba ;
- Secrétaire général : Ridha Kamoun ;
- Secrétaire général adjoint : Mongi Karoui ;
- Trésorier : Hamouda Boussen ;
- Trésorier adjoint : Mohamed Zouaoui ;
- Assesseurs : Habib Bourguiba, Mohamed Hajouj, Mokhtar Ben Abid et Moncef Okbi.

Sous le mandat de Zouiten, qui dure plus de trois décennies, l'EST est plus ou moins au bord de l'abandon jusqu'à la promotion en division d'honneur de la Ligue de Tunisie en 1936. L'EST parvient également à se hisser en finale de la coupe de Tunisie en 1937 mais le Stade gaulois parvient à s'imposer. Trois ans après son échec face aux Gaulois, l'EST s'impose en coupe de Tunisie (1939) face à l'Étoile sportive du Sahel (4-1). C'est en 1955 que l'EST se qualifie pour représenter la Ligue de Tunisie en coupe d'Afrique du Nord. Lors du match d'élimination, l'AS Bône et l'Espérance sportive de Tunis s'affrontent au premier tour le 1er janvier 1955, avec une victoire de l'EST (3-1). L'EST se qualifie ainsi pour les huitièmes de finale contre le Fath Union Sports, et remporte la rencontre (1-0) le 22 janvier. Puis, en quart de finale, elle affronte le Sporting Club de Bel Abbès le 20 février, mais perd la rencontre sur le score de 2-1.
Entre le début de la Seconde Guerre mondiale et l'indépendance (1956), l'effectif du club est de tout premier choix, d'autant plus que le club reçoit le renfort de joueurs algériens comme Abdelaziz Ben Tifour. Les clubs français, italiens ou maltais qui dominent jusque-là le football en Tunisie doivent désormais composer avec l'EST qui est un club « indigène ».

#### Après l'indépendance de la Tunisie
L'indépendance proclamée, l'EST s'impose comme un club phare du pays. Les titres (champion en 1958 et 1960 et vainqueur de la coupe en 1957) mais aussi le style de jeu, résolument spectaculaire et tourné vers l'offensive, expliquent l'engouement populaire. Le football offensif est abandonné en 1963 à la suite du passage de Ben Azzedine au poste d'entraîneur. Ce dernier opte pour des principes défensifs très rigoureux à l'italienne.
En 1971, des actes de violences sont commises dans le stade olympique d'El Menzah par des supporters espérantistes à la suite de la finale perdue contre le Club sportif sfaxien (but historique d'Abdelwahed Trabelsi à la première minute du jeu). Les autorités sanctionnent alors l'EST et lui retirent le droit de jouer en première division. La section football de l'EST est dissoute alors que l'équipe est à une journée du sacre du champion.
En 1977, Tarak Dhiab, meneur de jeu de l'EST, remporte le ballon d'or africain, le seul joueur du football tunisien ayant reçu le trophée à ce jour.

### Présidence Chiboub (1989-2004)

#### Titres continentaux
Slim Chiboub, gendre du président Zine el-Abidine Ben Ali, prend en main les destinées du club en 1989. Rapidement, il tient l'une de ses promesses par un doublé en 1990-1991, ce qui accroît sa popularité. Dès 1993, il remporte plusieurs titres internationaux et locaux et enrôle le buteur de l'équipe de Zambie, Kenneth Malitoli. L'EST remporte également sa première coupe régionale, la Ligue des champions arabes, devenant la première équipe tunisienne à gagner cette coupe (1993). L'année suivante, le club remporte sa première coupe d'Afrique des clubs champions aux dépens du tenant du titre, le Zamalek Sporting Club. En 1995, l'EST remporte la Supercoupe d'Afrique ainsi que la coupe afro-asiatique.

#### Domination nationale
L'Espérance sportive de Tunis remporte dix titres de champion de Tunisie, dont sept successifs entre 1998 et 2004.
En novembre 2004, Slim Chiboub se retire de la présidence du club après sa défaite contre le Club sportif sfaxien en finale de la coupe de Tunisie. Au cours de sa présidence de l'EST, le club a remporté quinze titres en tout et a acquis une réputation de leader sur le plan régional et continental.

#### Finales perdues (1999-2004)
L'EST est touchée durant six ans par une série d'échecs. Deux années de suite finaliste de la Ligue des champions de la CAF en 1999 et 2000, elle ne parvient pas à récupérer le trophée de 1994.
Malgré cela, avec une nouvelle génération d'une moyenne d'âge de 22 ans, à l'instar d'Ali Zitouni, Mourad Melki, Khaled Badra, Radhi Jaïdi et plusieurs autres. Le club accède en demi-finale de la Ligue des champions de la CAF 2001, 2003 et 2004. L'Espérance sportive de Tunis est désignée par l'IFFHS comme le club mondial du mois de juillet 2004.
Entre 2005 et 2007, Aziz Zouhir dirige le club qui remporte le doublé (championnat et coupe) en 2006.

### Présidence Meddeb (depuis 2007)

#### Construction d'une nouvelle génération (2008-2010)

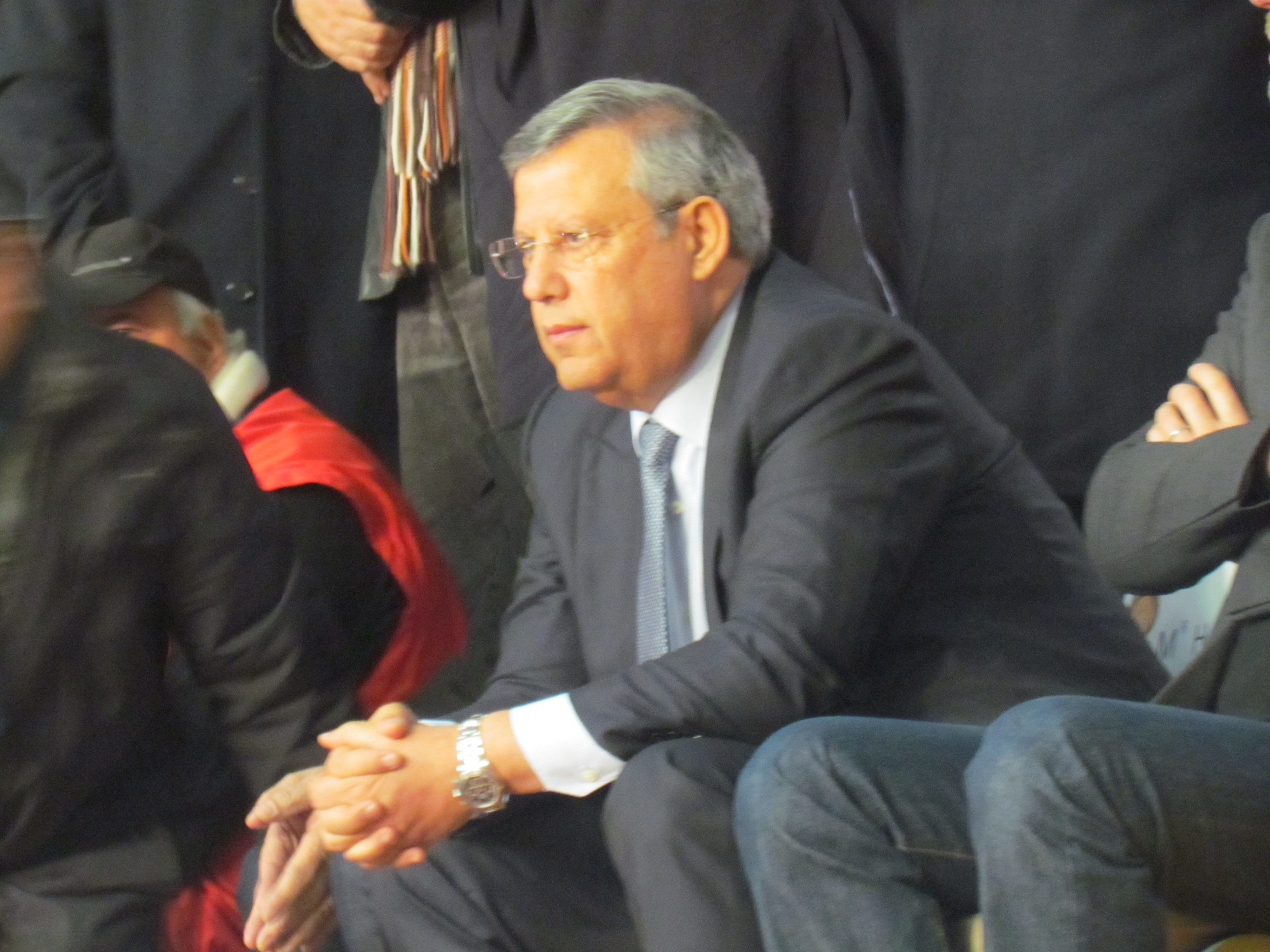
Hamdi Meddeb, président actuel du club.

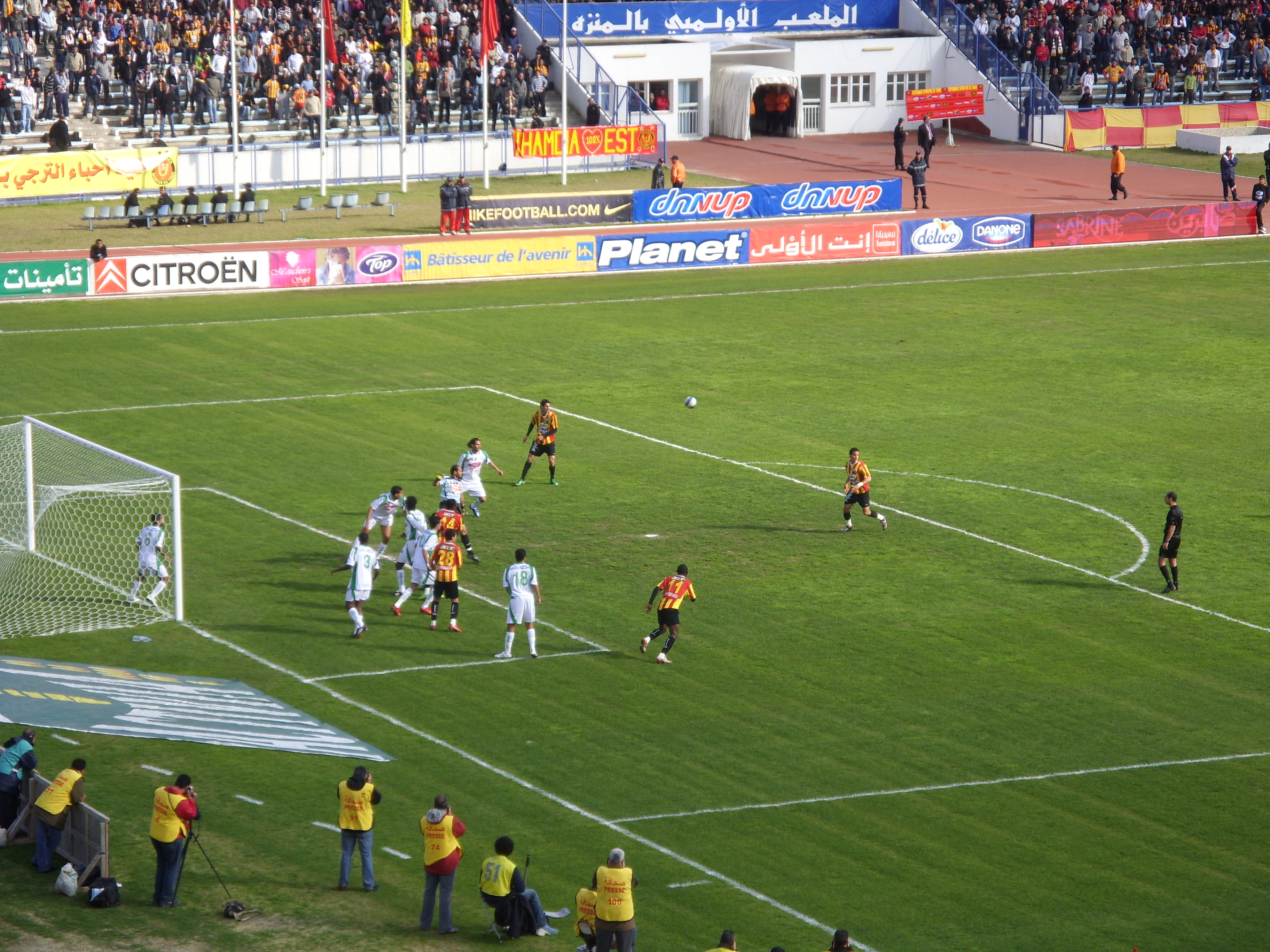
Match entre l'Espérance sportive de Tunis et le Club sportif de Hammam Lif lors de la saison 2008-2009 au stade olympique d'El Menzah.

En 2007, Hamdi Meddeb prend la direction du club pour se concentrer sur l'amélioration de la situation financière du club et le recrutement de talents africains et tunisiens : il veut dans ce contexte recruter une star africaine par an, à l'exemple de Michael Eneramo. C'est ainsi que, en quelques années, l'EST fait signer plusieurs internationaux africains ou tunisiens : Harrison Afful (en provenance du Feyenoord Ghana (en) et international de l'équipe du Ghana), Eneramo (international de l'équipe du Nigeria), Khaled Korbi et Youssef Msakni (en provenance du Stade tunisien et tous deux internationaux de l'équipe de Tunisie), Mejdi Traoui (en provenance du Red Bull Salzbourg et international de l'équipe de Tunisie) ou encore Dramane Traoré (en provenance du Lokomotiv Moscou et international de l'équipe du Mali) ou Yannick N'Djeng pour 700 000 euros.
Le club remporte avec lui la coupe de Tunisie en 2008 et 2011 ainsi que le championnat en 2008-2009, 2009-2010, 2010-2011 et 2011-2012 ainsi que la Coupe nord-africaine des vainqueurs de coupe 2009 et la Ligue des champions arabes 2008-2009 ; il est également finaliste de la Ligue des champions de la CAF 2010. Néanmoins, la politique de Meddeb ne se limite pas à recruter des footballeurs : il engage ainsi l'entraîneur Faouzi Benzarti, puis l'enfant du club Nabil Maâloul en décembre 2010.

#### Triplé historique (2011)
La saison 2010-2011 est la plus réussie de l'histoire du club avec une victoire à la fois en championnat et en coupe de Tunisie, ainsi qu'en Ligue des champions de la CAF. Après ce succès, un nouveau comité directeur présidé par Hamdi Meddeb est élu le 25 septembre 2011 pour un mandat de trois ans. Cependant, Maâloul démissionne après une sixième place en coupe du monde des clubs.

#### Retour de Maaloul et finale africaine perdue (2012)

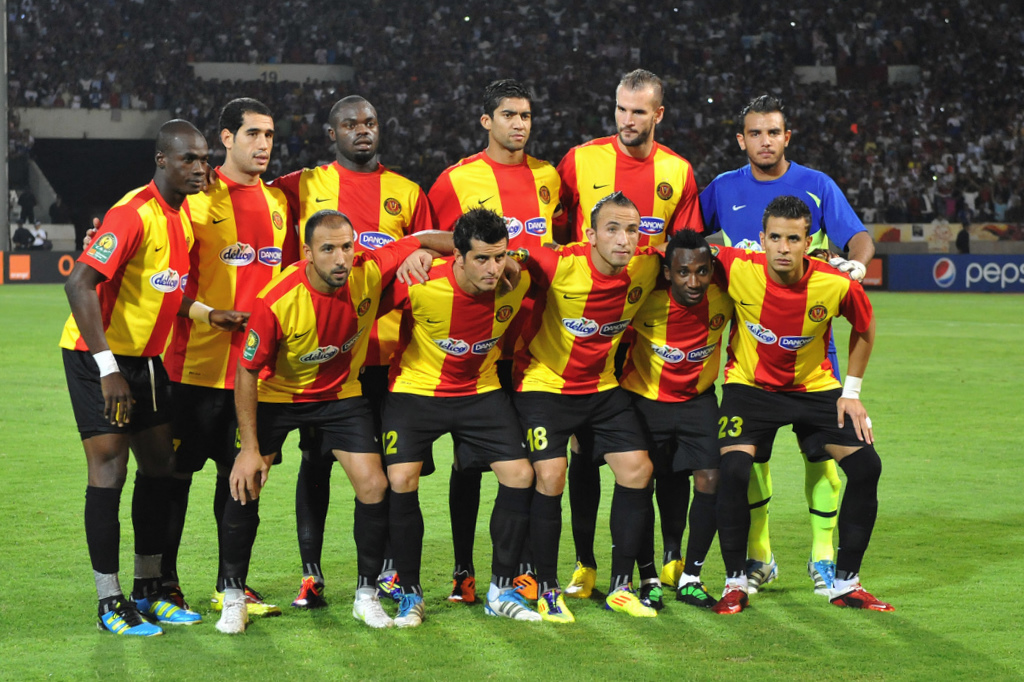
Équipe alignée contre le Wydad AC à Casablanca lors de la Ligue des champions de la CAF 2011.

En janvier 2012, Michel Decastel fait son retour comme entraîneur de l'équipe et, malgré une série historique de treize victoires successives en championnat, est limogé après la défaite en supercoupe de la CAF et quelques résultats médiocres en championnat. De plus, Oussama Darragi et Yannick N'Djeng sont vendus en faveur du club suisse du FC Sion pendant le mercato.
Maâloul fait son retour au mois de juin et remporte le championnat. Dans le même temps, Meddeb poursuit sa politique de recrutement d'internationaux évoluant en Europe et n'hésite pas à faire signer l'international tunisien Hocine Ragued, en provenance de Karabükspor, qui vient combler le vide en milieu de terrain après le départ de Khaled Korbi. N'Djeng signe à nouveau au club six mois seulement après son départ. L'équipe perd cependant la finale de la Ligue des champions au profit d'Al Ahly, et Maaloul s'en va à nouveau. De plus, la star de l'équipe, Youssef Msakni, est vendu au club qatarien du Lekhwiya Sports Club pour 23 millions de dinars.

#### Départ de plusieurs joueurs et victoire en championnat (2013-2014)
Msakni, Korbi et d'autres joueurs sont partis. Maher Kanzari prend en charge l'équipe et le club termine la saison 2012-2013 en deuxième place derrière le Club sportif sfaxien. Durant le mercato de l'été 2013, Darragi revient au club qui est cependant éliminé aux tirs au but en demi-finale de la coupe de Tunisie par le Club sportif sfaxien et en demi-finale de la Ligue des champions par les Orlando Pirates après un nul (0-0 à l'extérieur et 1-1 à Radès).
En décembre 2013, le nom du club est cité dans le « livre noir » publié par la présidence de la République pour avoir apporté un soutien au président Ben Ali durant sa présidence ; l'EST dénonce une attitude sélective voire discriminatoire portant préjudice à son image et à son public. Ruud Krol arrive comme entraîneur pour le reste de la saison. Il parvient à remporter le championnat 2013-2014 mais il est rapidement limogé après de mauvais résultats en phase de poules de la Ligue des champions.

#### Saison médiocre (2015)
Pour la saison 2014-2015, Sébastien Desabre est nommé comme entraîneur, avant d'être vite remplacé par Khaled Ben Yahia qui fait son retour au club après huit ans. Des résultats peu satisfaisants poussent cependant les dirigeants à le limoger et à le remplace par José Morais, qui fait également son retour au club après six ans. Cependant, après l'élimination du club en Ligue des champions par Al Merreikh Omdurman et une troisième place au championnat, les dirigeants décident de limoger Morais.
José Anigo, l'ancien entraîneur de l'Olympique de Marseille, prend la succession, dispute ses premiers matchs avec l'équipe durant la phase de poules de la coupe de la confédération. Quelques résultats défavorables et une insatisfaction des supporters du club sont les raisons principales pour sa démission peu de temps après son arrivée. Dès lors, plusieurs nouvelles recrues telles que Elyès Jlassi, Saad Bguir et Fakhreddine Ben Youssef arrivent, alors que Khalil Chemmam fait son retour ; l'entraîneur Ammar Souayah prend la charge du club, qui termine la saison 2015-2016 en deuxième place et remporte la coupe de Tunisie (2-0 en finale contre le Club africain) ; l'élimination en coupe de la confédération passe inaperçue.

#### Consécration arabe et africaine et centenaire historique (2016-2019)
La saison 2016-2017 marque l'arrivée de plusieurs joueurs tels que Ferjani Sassi, Mohamed Ali Moncer, Anice Badri, Mohamed Zaabia et Hichem Belkaroui. L'équipe termine la première phase du championnat en tête. En janvier 2017, les dirigeants décident de remplacer Souayah par Faouzi Benzarti, estimant qu'avec lui l'équipe serait capable de remporter la Ligue des champions. Le 18 mai, le club remporte son 27e titre de champion de Tunisie après une victoire 3-0 contre l'Étoile sportive du Sahel. L'équipe perd en demi-finale de la coupe de Tunisie contre l'Union sportive de Ben Guerdane. Ayant terminé la phase des poules en première place, l'équipe affronterait Al Ahly en quarts de finale de la Ligue des champions.
Le 6 août, le club remporte son quatrième titre arabe et le troisième championnat arabe des clubs en battant Al Faisaly (3-2) après prolongation. Lors du mercato, la direction recrute Franck Kom, Maher Bessghaier, Michael Eneramo, et Änis Ben-Hatira ; Haythem Jouini est de retour après son prêt au Club Deportivo Tenerife. Après un match nul en Égypte (2-2), l'équipe s'incline à domicile contre Al Ahly (2-1), se faisant ainsi éliminée des quarts de finale de la Ligue des champions. Malgré de bons résultats qui permettent au club de se classer premier en phase aller du championnat, Faouzi Benzarti démissionne sous les pressions des supporteurs, ceux-ci jugeant qu'il est responsable des mauvaises prestations de l'équipe malgré les victoires. Mondher Kebaier lui succède brièvement à la tête de l'équipe avant le retour de Khaled Ben Yahia. Après plusieurs résultats positifs, notamment une victoire (3-2) contre l'Étoile sportive du Sahel et à l'extérieur contre le Club sportif sfaxien (2-0), le club remporte son 28e titre le 8 avril 2018, trois journées avant la fin du championnat.

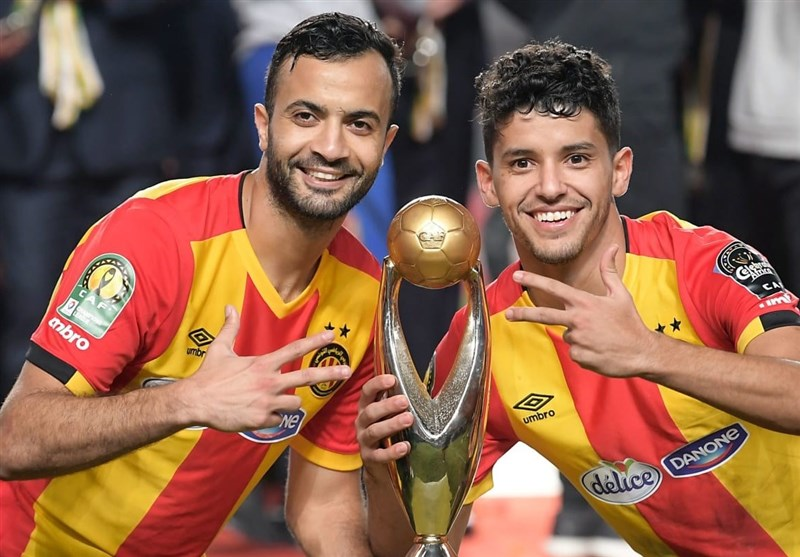
Espérance sportive de Tunis, équipe vainqueur de la Ligue des champions de la CAF 2018.

L'EST remporte sa troisième Ligue des champions de la CAF contre Al Ahly malgré une défaite (3-1) sur le terrain de l'octuple champion d'Afrique au match aller ; ce match est marqué par des décisions contestées de l'arbitre algérien Mehdi Abid Charef qui offre deux penalties à Al Ahly malgré la présence du VAR suivi d'un emballement médiatique,. Lors du match retour, les Tunisiens s'impose sur un score de 3-0, devant une foule de 60 000 personnes, dont les figures sont Saad Bguir et Anice Badri. Cette victoire offre aux poulains du jeune coach Mouine Chaabani la troisième Ligue des champions de l'histoire du club à quelques mois de son centenaire. Elle s'incline face au Raja CA, le 30 mars 2019, lors de la Supercoupe de la CAF après un but d'Abdelilah Hafidi, l'égalisation de Youcef Belaïli et enfin le deuxième et dernier but en faveur du Raja par Badr Benoun.
Après avoir remporté le championnat, le club termine la saison 2018-2019 en étant sacré champion d'Afrique pour la quatrième fois après avoir remporté la Ligue des champions de la CAF face au Wydad AC (1-1 à l'extérieur et 1-0 à domicile).
Les trois saisons qui viennent ensuite sont similaires en termes de résultats obtenus : le club gagne le championnat lors des éditions 2020, 2021 et 2022 mais échoue au niveau continental, en sortant deux fois en quart de finale et une fois en demi-finale. De même, il n'a plus gagné la coupe de Tunisie depuis 2016.

## Palmarès
L'équipe est classée à la septième place du classement des meilleurs clubs africains du XXe siècle dressé par l'IFFHS. Elle est aussi désignée cinquième équipe africaine du XXe siècle, en 2000, par la Confédération africaine de football et prend la tête du classement africain des clubs en 2018.
| National | Régional | International |
| --- | --- | --- |
| - Championnat de Tunisie (34) - Champion : 1942, 1959, 1960, 1970, 1975, 1976, 1982, 1985, 1988, 1989, 1991, 1993, 1994, 1998, 1999, 2000, 2001, 2002, 2003, 2004, 2006, 2009, 2010, 2011, 2012, 2014, 2017, 2018, 2019, 2020, 2021, 2022, 2024, 2025 - Vice-champion : 1939, 1947, 1951, 1952, 1955, 1958, 1961, 1964, 1974, 1980, 1986, 1990, 1995, 1997, 2013, 2016, 2023 - Coupe de Tunisie (16) - Vainqueur : 1939, 1957, 1964, 1979, 1980, 1986, 1989, 1991, 1997, 1999, 2006, 2007, 2008, 2011, 2016, 2025 - Finaliste : 1937, 1945, 1947, 1959, 1969, 1971, 1976, 2004, 2005, 2020, 2023 - Supercoupe de Tunisie (8) - Vainqueur : 1960, 1994, 2001, 2018, 2019, 2021, 2024, 2025 Anciennes compétitions - Coupe Hédi Chaker (1) - Vainqueur : 1968 - Critérium Hamda Laouani (1) - Vainqueur : 1978 | - Coupe arabe des clubs champions (3) - Vainqueur : 1993, 2009, 2017 - Finaliste : 1986, 1995 - Coupe nord-africaine des vainqueurs de coupe (1) - Vainqueur : 2008 - Coupe nord-africaine des clubs champions (0) - Finaliste : 2009 Anciennes compétitions - Supercoupe arabe (1) - Vainqueur : 1996 - Coupe du Maghreb des clubs champions (0) - Finaliste : 1971 | - Ligue des champions de la CAF (4) - Vainqueur : 1994, 2011, 2018, 2019 - Finaliste : 1999, 2000, 2010, 2012, 2024 - Supercoupe d'Afrique (1) - Vainqueur : 1995 - Finaliste : 1999, 2012, 2019, 2020 Anciennes compétitions - Coupe afro-asiatique (1) - Vainqueur : 1995 - Coupe d'Afrique des vainqueurs de coupe (1) - Vainqueur : 1998 - Finaliste : 1987 - Coupe de la CAF (1) - Vainqueur : 1997 |

De nombreux clubs de football dans le monde arborent des étoiles sur leur maillot ; l'Espérance sportive de Tunis ne fait pas exception à la règle : le maillot comporte trois étoiles, chacune représentant dix victoires en championnat.

## Direction

### Présidents
Voici la liste des présidents que le club a connu :
| Pays                  | Nom                | Période   |
| --------------------- | ------------------ | --------- |
| Drapeau de la France  | Louis Montassier,  | 1919      |
| Drapeau de la Tunisie | Mohamed Malki      | 1919-1922 |
| Drapeau de la Tunisie | Abdeljelil Zaouche | 1922-1923 |
| Drapeau de la Tunisie | Sliman Ben Ali     | 1923-1925 |
| Drapeau de la Tunisie | Mohamed Zouaoui    | 1925-1926 |
| Drapeau de la Tunisie | Mustapha Kaak      | 1926-1931 |
| Drapeau de la Tunisie | Chedly Zouiten     | 1931-1963 |
| Drapeau de la Tunisie | Mohamed Ben Smaïl  | 1963-1968 |

| Pays                  | Nom               | Période   |
| --------------------- | ----------------- | --------- |
| Drapeau de la Tunisie | Ali Zouaoui       | 1968-1971 |
| Drapeau de la Tunisie | Hassen Belkhodja  | 1971-1981 |
| Drapeau de la Tunisie | Naceur Knani      | 1981-1984 |
| Drapeau de la Tunisie | Abdelhamid Achour | 1984-1985 |
| Drapeau de la Tunisie | Moncef Zouhir     | 1985-1986 |
| Drapeau de la Tunisie | Mondher Zenaidi   | 1986-1987 |
| Drapeau de la Tunisie | Hédi Djilani      | 1987-1989 |
| Drapeau de la Tunisie | Slim Chiboub      | 1989-2004 |

| Pays                  | Nom          | Période   |
| --------------------- | ------------ | --------- |
| Drapeau de la Tunisie | Aziz Zouhir  | 2004-2007 |
| Drapeau de la Tunisie | Hamdi Meddeb | 2007-     |

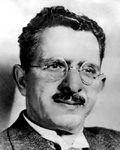
Mohamed Malki.
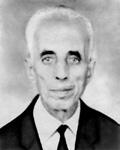
Mohamed Zouaoui.
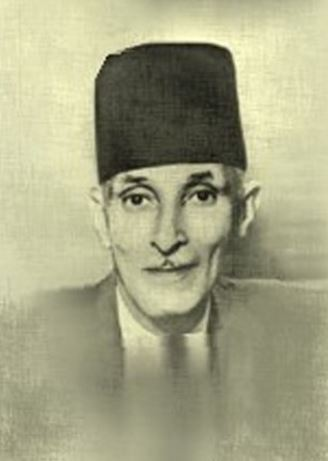
Mustapha Kaak.
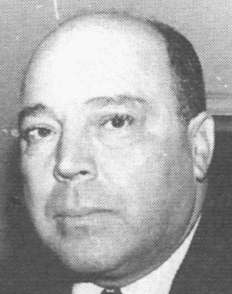
Hassen Belkhodja.
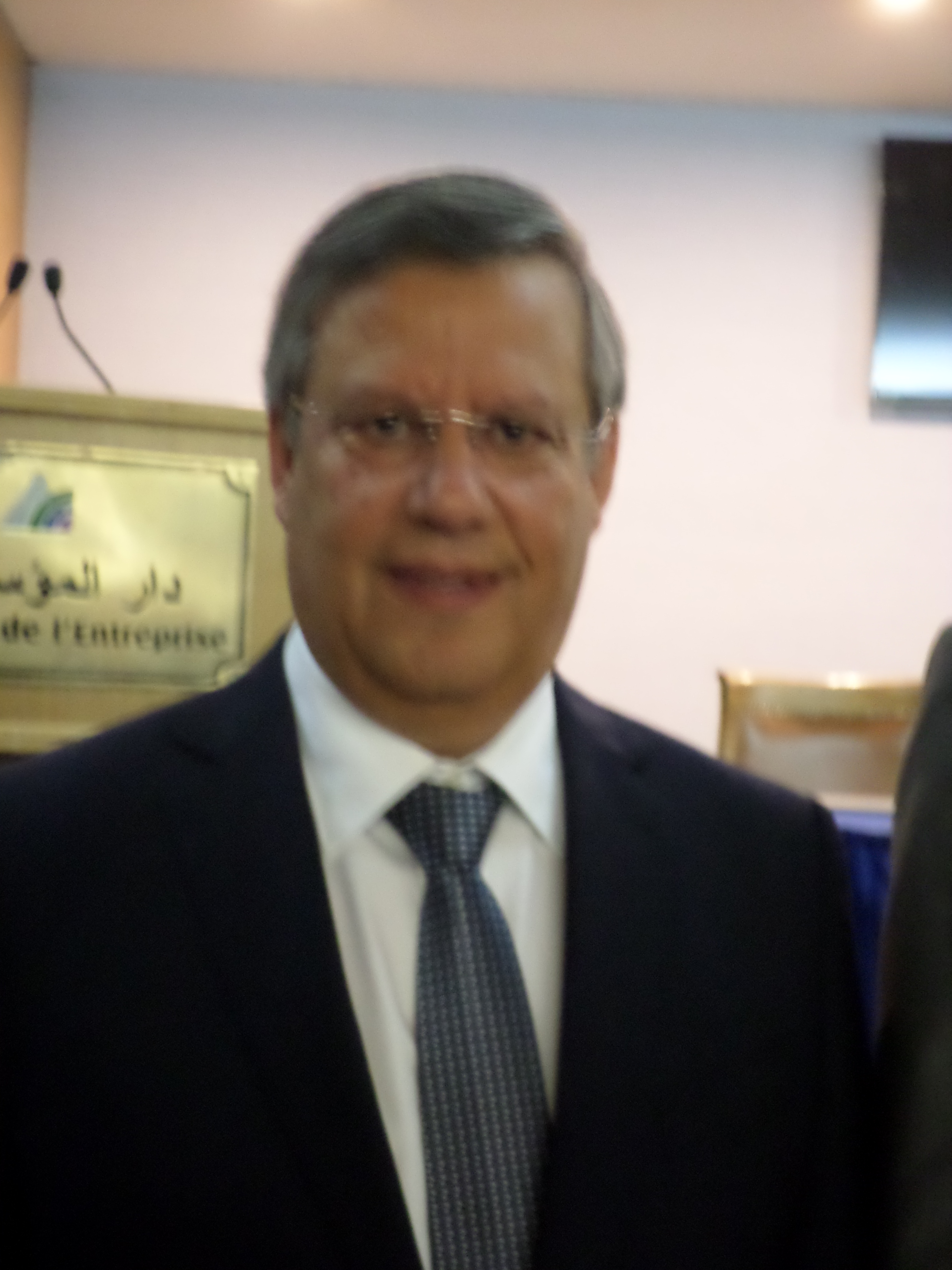
Hamdi Meddeb.

### Bureau directeur
| Nom                 | Fonction                                                                        |
| ------------------- | ------------------------------------------------------------------------------- |
| Hamdi Meddeb        | Président                                                                       |
| Slim Chiboub        | Président d'honneur                                                             |
| Riadh Bennour       | Président de la section football                                                |
| Ahmed Bouchammaoui  | Vice-président chargé du centre de formation de football et de l'infrastructure |
| Ridha Bouajina      | Vice-président chargé des sports collectifs et individuels                      |
| Lyes Ghariani       | Vice-président chargé du marketing, du sponsoring et de l'organisation          |
| Me Ayoub Knani      | Vice-président chargé des affaires juridiques                                   |
| Pr Moncef Ben Abid  | Vice-président coordinateur de la commission médicale                           |
| Farouk Kattou       | Secrétaire général                                                              |
| Ezzedine Abderrahim | Secrétaire général adjoint                                                      |
| Tarek Thabet        | superviseur général                                                             |
| Rafik Mrabet        | Trésorier                                                                       |
| Khaled Mzabi        | Trésorier adjoint                                                               |
| Walid Ben Abdallah  | Commission du développement des ressources financières                          |
| Hédi Msadek         | Commission d'organisation                                                       |
| Karim Ben Turkia    | Commission achats et équipements sportifs                                       |
| Sélim Ben Yedder    | Commission médicale                                                             |
| Lyès Attia          | Commission de discipline et des affaires juridiques                             |
| Néjib Haj Mansour   | Commission des supporters                                                       |

### Entraîneurs
| Pays                                                          | Nom                           | Période    |
| ------------------------------------------------------------- | ----------------------------- | ---------- |
| Drapeau de la Tunisie                                         | Hammadi Ben Ghachem           | 1938-1939  |
| Drapeau de la Tunisie                                         | Hachemi Cherif                | 1942-1959  |
| Drapeau de la Tunisie                                         | Habib Draoua                  | 1959-1961  |
| Drapeau de la Tunisie                                         | Hachemi Cherif (2)            | 1961-1962  |
| Drapeau de la France                                          | Jean Baratte                  | 1962-1963  |
| Drapeau de la Tunisie                                         | Abderrahmane Ben Ezzedine     | 1963-1966  |
| Drapeau de la Hongrie                                         | Sándor Pázmándy (en)          | 1966-1968  |
| Drapeau de la France                                          | Robert Domergue               | 1968 -1969 |
| Drapeau de la Tunisie                                         | Abderrahmane Ben Ezzedine (2) | 1969-1971  |
| Drapeau de la Tunisie                                         | Slah Guiza                    | 1971-1971  |
| Drapeau de la Tchécoslovaquie                                 | Vladimír Mirka (en)           | 1971-1973  |
| Drapeau de la Tunisie                                         | Hmid Dhib                     | 1973-1976  |
| Drapeau de la Tunisie                                         | Abderrahmane Ben Ezzedine (3) | 1976-1976  |
| Drapeau de la République fédérative socialiste de Yougoslavie | Stjepan Bobek                 | 1976-1978  |
| Drapeau de la Tunisie                                         | Mokhtar Tlili                 | 1978-1981  |
| Drapeau de la Tunisie                                         | Hmid Dhib                     | 1981-1982  |
| Drapeau de la Tunisie                                         | Mrad Mahjoub                  | 1982-1983  |
| Drapeau de la France                                          | Roger Lemerre                 | 1983-1984  |
| Drapeau du Brésil                                             | Amarildo Tavares da Silveira  | 1984-1987  |
| Drapeau de la Pologne                                         | Antoni Piechniczek            | 1987-1990  |
| Drapeau de la Pologne                                         | Władysław Żmuda               | 1990-1991  |
| Drapeau de la République fédérative socialiste de Yougoslavie | Anton Donchevski              | 1991-1992  |
| Drapeau de la Pologne                                         | Zdzisław Podedworny (en)      | 1992-1993  |
| Drapeau de la Tunisie                                         | Faouzi Benzarti               | 1993-1996  |

| Pays                   | Nom                       | Période   |
| ---------------------- | ------------------------- | --------- |
| Drapeau de l'Italie    | Luigi Maifredi            | 1996      |
| Drapeau de la Tunisie  | Khaled Ben Yahia          | 1996-1997 |
| Drapeau de la Tunisie  | Youssef Zouaoui (2)       | 1997-2002 |
| Drapeau de la Suisse   | Michel Decastel           | 2002-2003 |
| Drapeau de l'Argentine | Oscar Fulloné             | 2003-2004 |
| Drapeau de la Suisse   | Claude Andrey             | 2004-2005 |
| Drapeau de la Tunisie  | Khaled Ben Yahia (2)      | 2005-2006 |
| Drapeau de la France   | Jacky Duguépéroux         | 2006-2007 |
| Drapeau de la Tunisie  | Faouzi Benzarti (2)       | 2007      |
| Drapeau de la Tunisie  | Ali Ben Néji (en)         | 2007-2007 |
| Drapeau du Brésil      | Carlos Roberto Cabral     | 2007-2007 |
| Drapeau de la Tunisie  | Youssef Zouaoui (3)       | 2007-2008 |
| Drapeau du Brésil      | Carlos Roberto Cabral (2) | 2008-2008 |
| Drapeau du Portugal    | José Morais               | 2008-2009 |
| Drapeau de la Tunisie  | Faouzi Benzarti (3)       | 2009-2010 |
| Drapeau de la Tunisie  | Maher Kanzari             | 2010-2010 |
| Drapeau de la Tunisie  | Nabil Maâloul             | 2010-2012 |
| Drapeau de la Suisse   | Michel Decastel (2)       | 2012-2012 |
| Drapeau de la Tunisie  | Nabil Maâloul (2)         | 2012-2013 |
| Drapeau de la Tunisie  | Maher Kanzari (2)         | 2013-2013 |
| Drapeau de la France   | Sébastien Desabre         | 2013-2014 |
| Drapeau des Pays-Bas   | Ruud Krol                 | 2014-2014 |
| Drapeau de la France   | Sébastien Desabre (2)     | 2014-2014 |
| Drapeau de la Tunisie  | Khaled Ben Yahia (3)      | 2014-2015 |

| Pays                   | Nom                  | Période   |
| ---------------------- | -------------------- | --------- |
| Drapeau du Portugal    | José Morais (2)      | 2015-2015 |
| Drapeau de la France   | José Anigo           | 2015-2015 |
| Drapeau de la Tunisie  | Ammar Souayah        | 2015-2017 |
| Drapeau de la Tunisie  | Faouzi Benzarti (4)  | 2017-2017 |
| Drapeau de la Tunisie  | Mondher Kebaier      | 2018-2018 |
| Drapeau de la Tunisie  | Khaled Ben Yahia (4) | 2018-2018 |
| Drapeau de la Tunisie  | Mouine Chaabani      | 2018-2021 |
| Drapeau de la Tunisie  | Radhi Jaïdi          | 2021-2022 |
| Drapeau de la Tunisie  | Nabil Maâloul (3)    | 2022-2023 |
| Drapeau de la Tunisie  | Mouine Chaabani      | 2023-2023 |
| Drapeau de la Tunisie  | Tarek Thabet         | 2023-2024 |
| Drapeau du Portugal    | Miguel Cardoso       | 2024-2024 |
| Drapeau de la Roumanie | Laurențiu Reghecampf | 2024-2025 |
| Drapeau de la Tunisie  | Maher Kanzari (3)    | 2025-     |

### Staff technique et médical

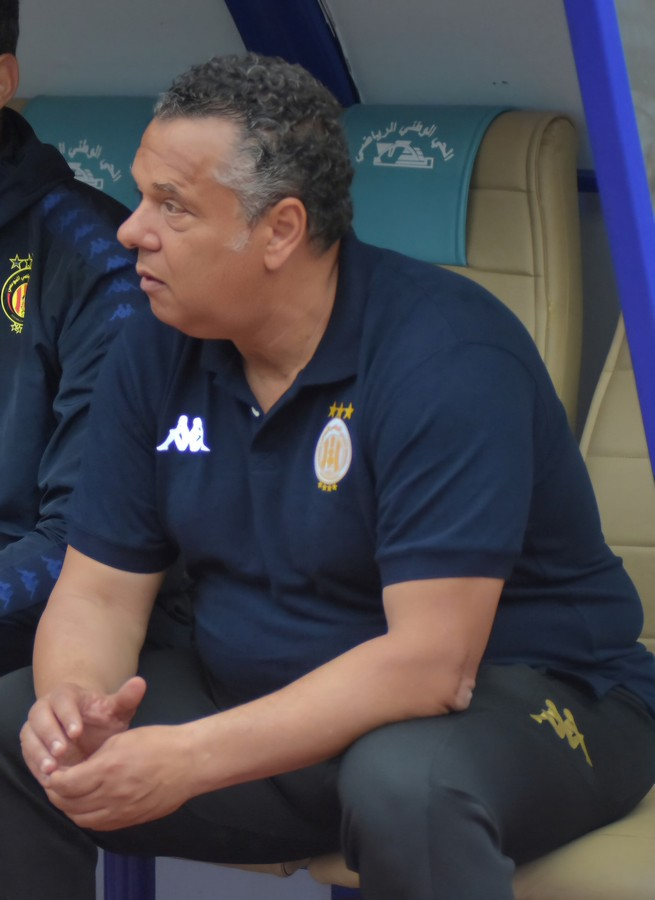
Maher Kanzari, entraîneur actuel de l'équipe.

| Nom                  | Fonction                       |
| -------------------- | ------------------------------ |
| Maher Kanzari        | Entraîneur                     |
| Sami Zomit           | Entraîneur adjoint             |
| Chamseddine Dhaouadi | Entraîneur adjoint             |
| Wassim Naouara       | Entraîneur des gardiens        |
| Bogdan Merisanu      | Préparateur physique           |
| Léo Djaoui           | Préparateur physique           |
| Walid Charchari      | Analyste de performance        |
| Yassine Ben Ahmed    | Médecin                        |
| Lasaâd Laâmari       | Kinésithérapeute               |
| Nabil Ghazouani      | Kinésithérapeute               |
| Saifeddine Dziri     | Kinésithérapeute               |
| Fakhri Ben Nejeh     | Chargé de matériel             |
| Mourad Latach        | Chargé de matériel             |
| Belahsan Meriah      | Entraîneur espoir              |
| Hakim Nouira         | Entraîneur adjoint espoir      |
| Khmaies Allouchi     | Entraîneur des gardiens espoir |

## Effectif

### Joueurs prêtés
| N° | Nat.                  | Poste | Nom du joueur                                                     |
| -- | --------------------- | ----- | ----------------------------------------------------------------- |
|    | Drapeau de la Tunisie | D     | Aziz Knani (prêté à l'Olympique Béja jusqu'au 30 juin 2025)       |
|    | Drapeau de la Tunisie | D     | Amenallah Majhed (prêté à l'AS Soliman jusqu'au 30 juin 2025)     |
|    | Drapeau de la Tunisie | M     | Aziz Fellah (prêté à l'AS Gabès jusqu'au 30 juin 2025)            |
|    | Drapeau de la Tunisie | M     | Khairi Meddaoui (prêté au Stade gabésien jusqu'au 30 juin 2025)   |
|    | Drapeau de la Tunisie | M     | Montassar Triki (en) (prêté à l'AS Soliman jusqu'au 30 juin 2025) |

| No. | Nat.                  | Position | Nom du joueur                                                           |
| --- | --------------------- | -------- | ----------------------------------------------------------------------- |
|     | Drapeau de la Tunisie | M        | Mootez Zaddem (prêté à Modern Sport jusqu'au 30 juin 2025)              |
|     | Drapeau de la Tunisie | A        | Oussama Bouguerra (en) (prêté à Al-Batin jusqu'au 30 juin 2025)         |
|     | Drapeau de la Gambie  | A        | Kebba Sowe (prêté à Al-Kholood jusqu'au 30 juin 2025)                   |
|     | Drapeau de la Tunisie | A        | Salmen Trabelsi (prêté à l'AS Soliman jusqu'au 30 juin 2025)            |
|     | Drapeau de la Tunisie | M        | Ghaith Ouahabi (en) (prêté au Dinamo Batoumi jusqu'au 31 décembre 2025) |

### Joueurs emblématiques
Près de 420 joueurs ont évolué au sein de l'équipe des seniors depuis 1956. Tarak Dhiab demeure le plus en vue parmi eux avec 427 matchs (353 en championnat, 45 en coupe et 29 au niveau international), assortis de 127 buts.

### Politique de recrutement
L'Espérance sportive de Tunis assume une politique économique consistant à recruter et former de jeunes joueurs afin de leur donner une dimension internationale. Club formateur grâce à son propre centre de formation interne, prenant le pari de remettre en selle certains joueurs confirmés mais qui ne sont plus en réussite au sein de leur club, ou découvrant des nouveaux talents aux niveaux international et africain, il permet aux joueurs, dès leur reconnaissance sur la scène continentale, de rejoindre fréquemment des championnats aux moyens plus importants, comme la Ligue 1 française, la Bundesliga, l'Axpo Super Ligue, la Premier League, l'Eredivisie, etc. Parmi les joueurs vendus à l'étranger figurent :
- Radhi Jaïdi : transféré au Bolton Wanderers Football Club[97] ( Angleterre)
- Jawhar Mnari : transféré au 1. FC Nuremberg ( Allemagne) [98]
- Ahmed Sassi : transféré au TSG 1899 Hoffenheim ( Allemagne)[99]
- Yaya Banana : transféré au Football Club Sochaux-Montbéliard ( France)[100]
- Issam Jemâa : transféré au Racing Club de Lens ( France)[101]
- Hamdi Kasraoui : transféré au Racing Club de Lens ( France)[102]
- Edorisi Ekhosuehi : transféré au Le Mans Football Club ( France)[103]
- Zied Tlemçani : transféré au Vitória Sport Clube ( Portugal)[104]
- Marcos dos Santos : transféré au BSC Young Boys ( Suisse)[105]
- Henri Bienvenu : transféré au BSC Young Boys ( Suisse)[106]
- Hicham Aboucherouane : transféré à l'Ittihad Djeddah ( Arabie saoudite)[107]
- Julius Aghahowa : transféré au Chakhtar Donetsk ( Ukraine)[108]
- Guy Roger Toindouba : transféré au Lillestrøm SK ( Norvège)[109]
- Youssef Msakni : transféré au Lekhwiya Sports Club ( Qatar)[110]
- Khaled Ayari : transféré au SCO d'Angers ( France)[111]

Les transferts les plus chers de l'histoire de l'Espérance sportive de Tunis sont les suivants :
| Arrivées |       |                         |             |                 |
| Rang     | Année | Joueur                  | Montant     | Provenance      |
| 1er      | 2015  | Fakhreddine Ben Youssef | 1 380 000 € | FC Metz         |
| 2e       | 2012  | Emmanuel Clottey        | 1 160 000 € | Berekum Chelsea |
| 3e       | 2013  | Yannick N'Djeng         | 1 000 000 € | FC Sion         |
| 4e       | 2001  | Skander Souayah         | 1 000 000 € | CS Sfax         |
| 5e       | 2016  | Ferjani Sassi           | 700 000 €   | FC Metz         |

| Départs |       |                 |             |                |
| Rang    | Année | Joueur          | Montant     | Destination    |
| 1er     | 2013  | Youssef Msakni  | 4 250 000 € | Al-Duhail SC   |
| 2e      | 2019  | Franck Kom      | 3 160 000 € | Al-Rayyan SC   |
| 3e      | 2018  | Ferjani Sassi   | 2 000 000 € | Al-Nassr Riyad |
| 4e      | 2012  | Yaya Banana     | 1 500 000 € | FC Sochaux     |
| 5e      | 2005  | Issam Jemâa     | 1 000 000 € | RC Lens        |
| 6e      | 2012  | Yannick N'Djeng | 1 000 000 € | FC Sion        |

## Écusson

Premier logo historique en 1919.
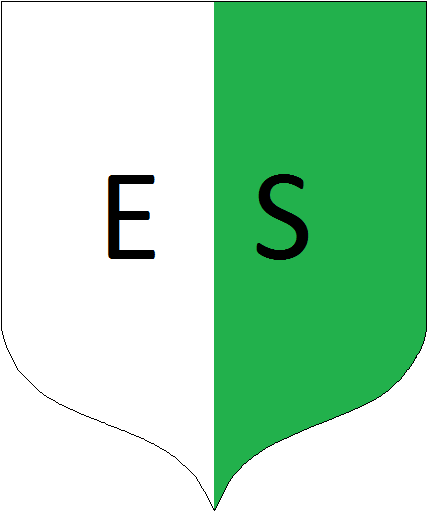
Logo en 1919.
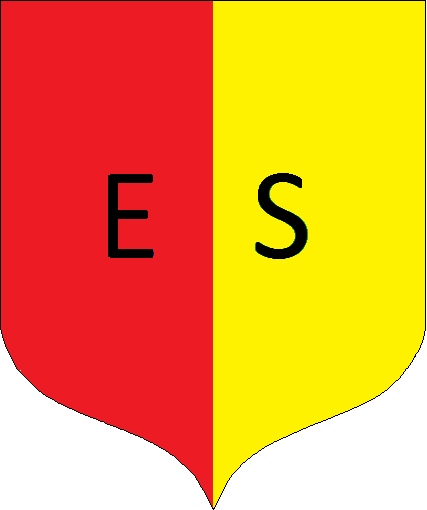
Logo en 1924.
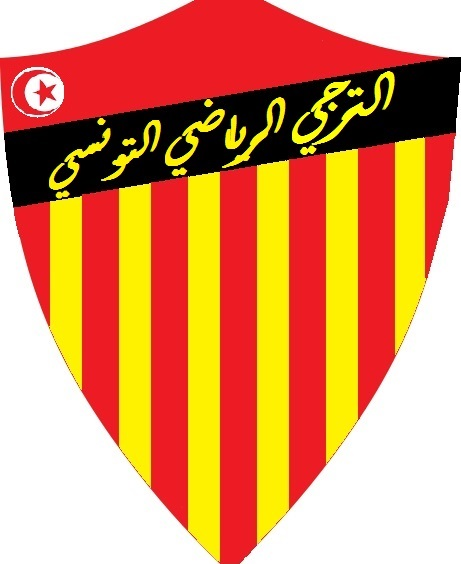
Logo en 1950.
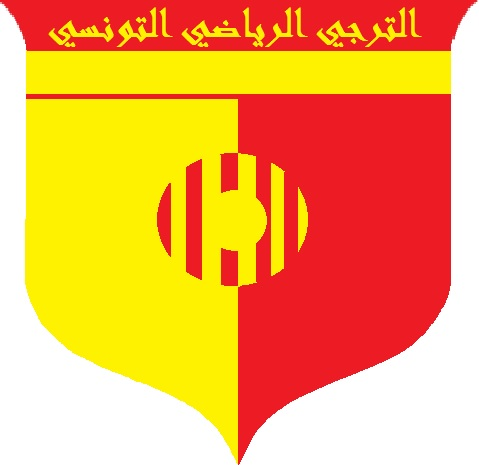
Logo en 1969.
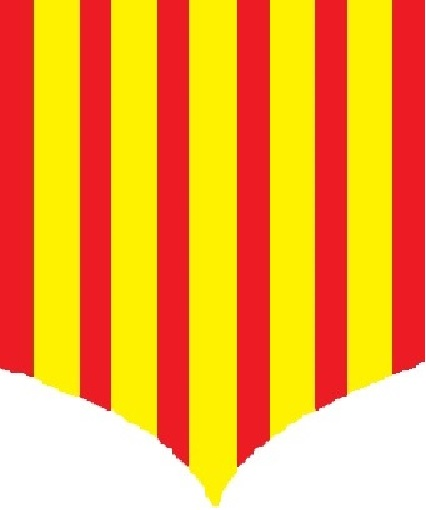
Logo en 1987.
Logo ancien.
Logo ancien.
Logo en 2005.
Logo actuel (à partir de 2012).
Logo du centenaire.

## Honneurs individuels

### Ballon d'or africain

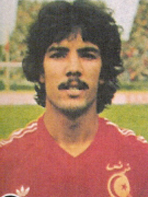
Tarak Dhiab.

Tarak Dhiab est le seul joueur tunisien à remporter le trophée du ballon d'or africain en 1977, grâce à son rôle essentiel lors des qualifications pour la coupe du monde 1978. Tarak Dhiab a aussi été élu footballeur tunisien du XXe siècle.

### Meilleur joueur (basé en Afrique)

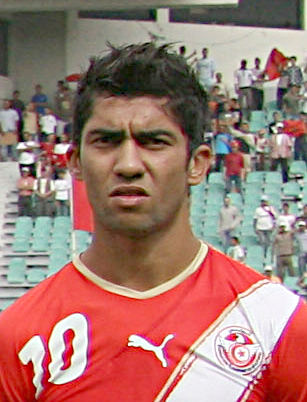
Oussama Darragi.

Oussama Darragi est désigné joueur local de l'année 2011. Après consultation du jury de la CAF, le meneur de jeu, auteur du triplé, devance son coéquipier, le défenseur camerounais Yaya Banana et l'ailier gauche du Club africain Zouhaier Dhaouadi.

### Ballon d'or arabe
- 2012 :  Oussama Darragi[125]

### Meilleur sportif de l'année
- 1977 :  Tarak Dhiab[126]
- 1989 :  Khaled Ben Yahia[127]
- 2000 :  Chokri El Ouaer[128]

### Meilleur joueur tunisien

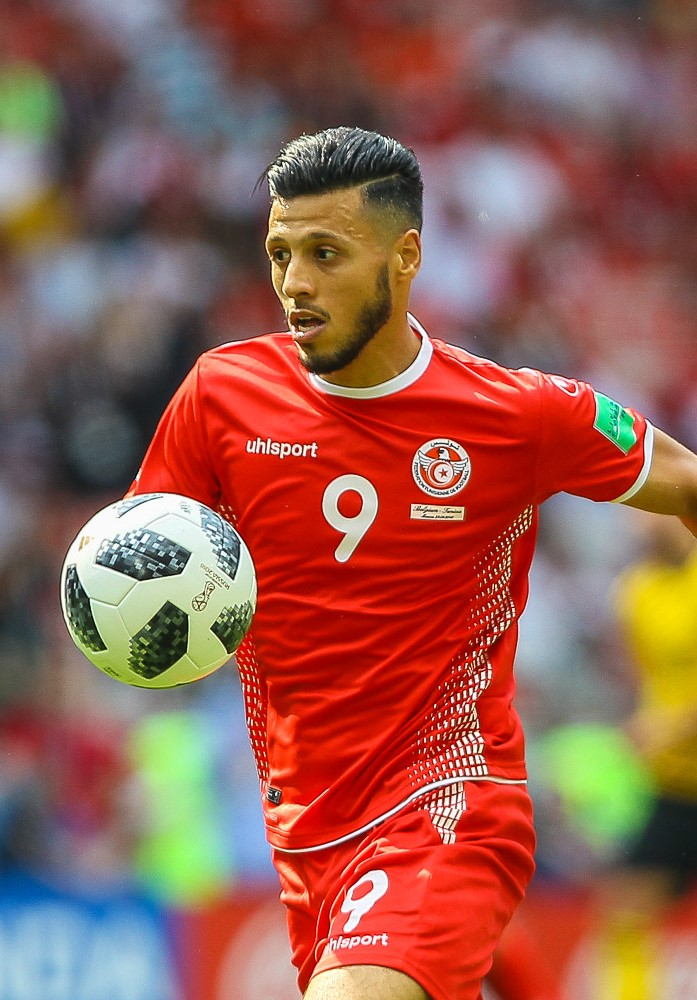
Anice Badri.

- 2009 :  Oussama Darragi[129]
- 2012 :  Youssef Msakni[130]
- 2019 :  Anice Badri[131]

### Meilleurs buteurs de la Ligue des champions de la CAF
| Saison | Joueurs               | Buts | Matchs |
| ------ | --------------------- | ---- | ------ |
| 2010   | Michael Eneramo       | 8    | 12     |
| 2014   | Haythem Jouini        | 6    | 7      |
| 2017   | Taha Yassine Khenissi | 7    | 10     |
| 2018   | Anice Badri           | 8    | 16     |

### Meilleurs buteurs de la coupe du monde des clubs de la FIFA
| Saison | Joueurs        | Buts | Matchs |
| ------ | -------------- | ---- | ------ |
| 2019   | Hamdou Elhouni | 3    | 2      |

### Meilleurs buteurs du championnat
| Saison  | Joueurs                 | Buts | Matchs |
| ------- | ----------------------- | ---- | ------ |
| 1958-59 | Abdelmajid Tlemçani     | 32   | -      |
| 1959-60 | Abdelmajid Tlemçani (2) | 22   | -      |
| 1961-62 | Chedly Laaouini         | 16   | -      |
| 1974-75 | Zoubeir Boughnia        | 24   | -      |
| 1981-82 | Riadh Fahem             | 13   | -      |
| 1987-88 | Nabil Maâloul           | 14   | -      |
| 1992-93 | Kenneth Malitoli        | 18   | -      |
| 1993-94 | Kenneth Malitoli (2)    | 14   | -      |
| 1996-97 | Sami Laaroussi          | 14   | -      |
| 1997-98 | Zied Tlemçani           | 15   | -      |
| 1999-00 | Ali Zitouni             | 19   | 21     |
| 2001-02 | Kandia Traoré           | 13   | 19     |
| 2005-06 | Amine Ltifi             | 16   | -      |
| 2008-09 | Michael Eneramo         | 18   | -      |
| 2009-10 | Michael Eneramo (2)     | 13   | 22     |
| 2011-12 | Youssef Msakni          | 17   | 28     |
| 2012-13 | Haythem Jouini          | 8    | 15     |
| 2016-17 | Taha Yassine Khenissi   | 14   | 19     |
| 2018-19 | Taha Yassine Khenissi   | 10   | 14     |

Kenneth Malitoli est le premier étranger à avoir obtenu le titre de meilleur buteur ; Michael Eneramo est le meilleur buteur étranger de toute l'histoire du championnat tunisien.

## Budget
En 2012, le budget du club s'élève à 7,6 millions d'euros. Il passe ensuite à 9,398 millions d'euros en 2013, 12,17 millions d'euros en 2014 puis 17,6 millions d'euros en 2018.

## Infrastructures du club

### Stades
L'Espérance sportive de Tunis a longtemps joué ses matchs à domicile, au stade Chedly-Zouiten puis au stade olympique d'El Menzah dès 1967. Doté de 45 000 places, il est jugé trop petit pour accueillir certaines rencontres (Ligue des champions de la CAF, derby tunisois et matchs face à l'Étoile sportive du Sahel) ; ce dernier est pratiquement abandonné par le club alors que l'équipe première déménage au stade olympique de Radès, beaucoup plus grand (65 000 places), également utilisé par le Club africain.

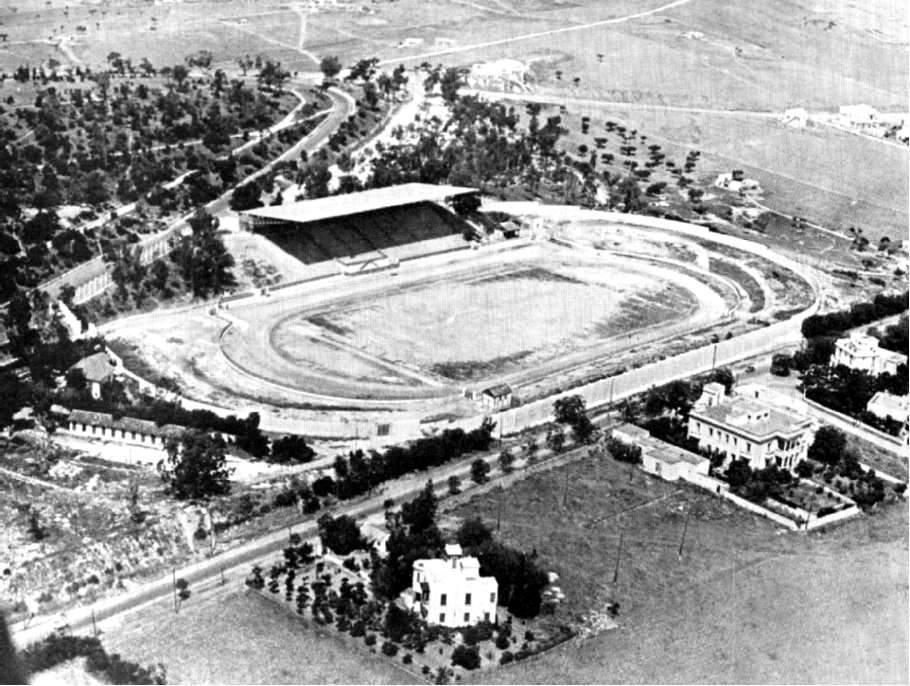
Stade Chedly-Zouiten.
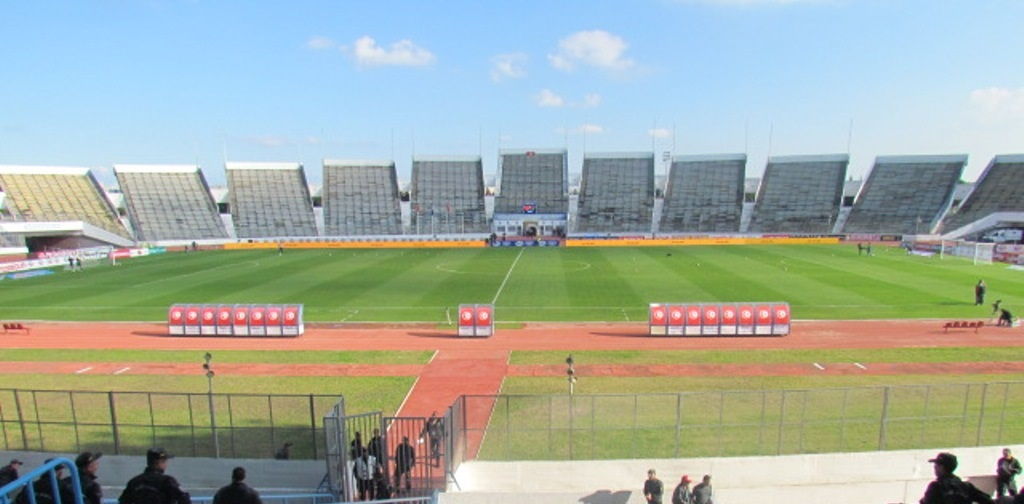
Stade olympique d'El Menzah.
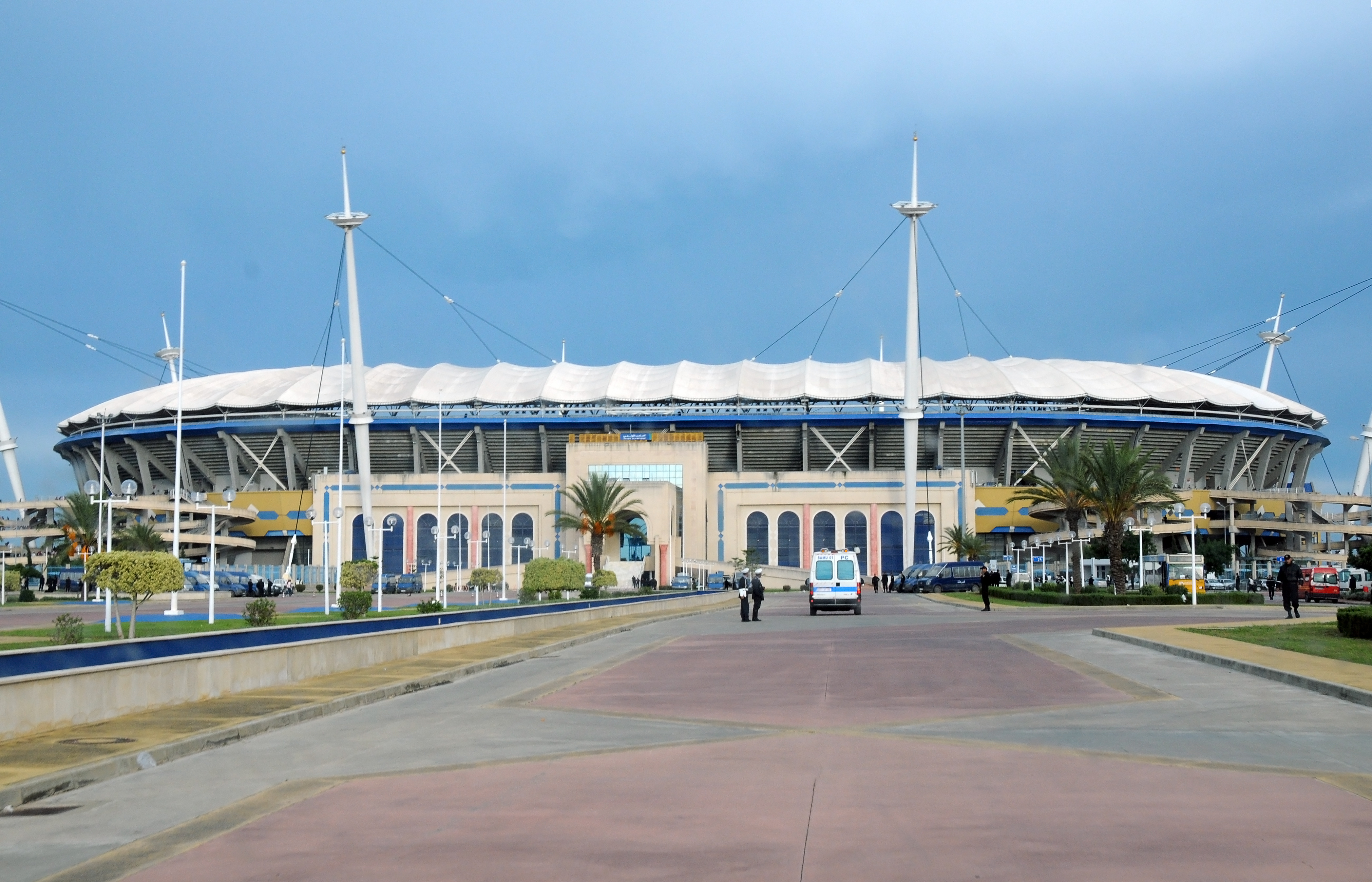
Stade olympique de Radès.

### Parc Hassan Belkhodja

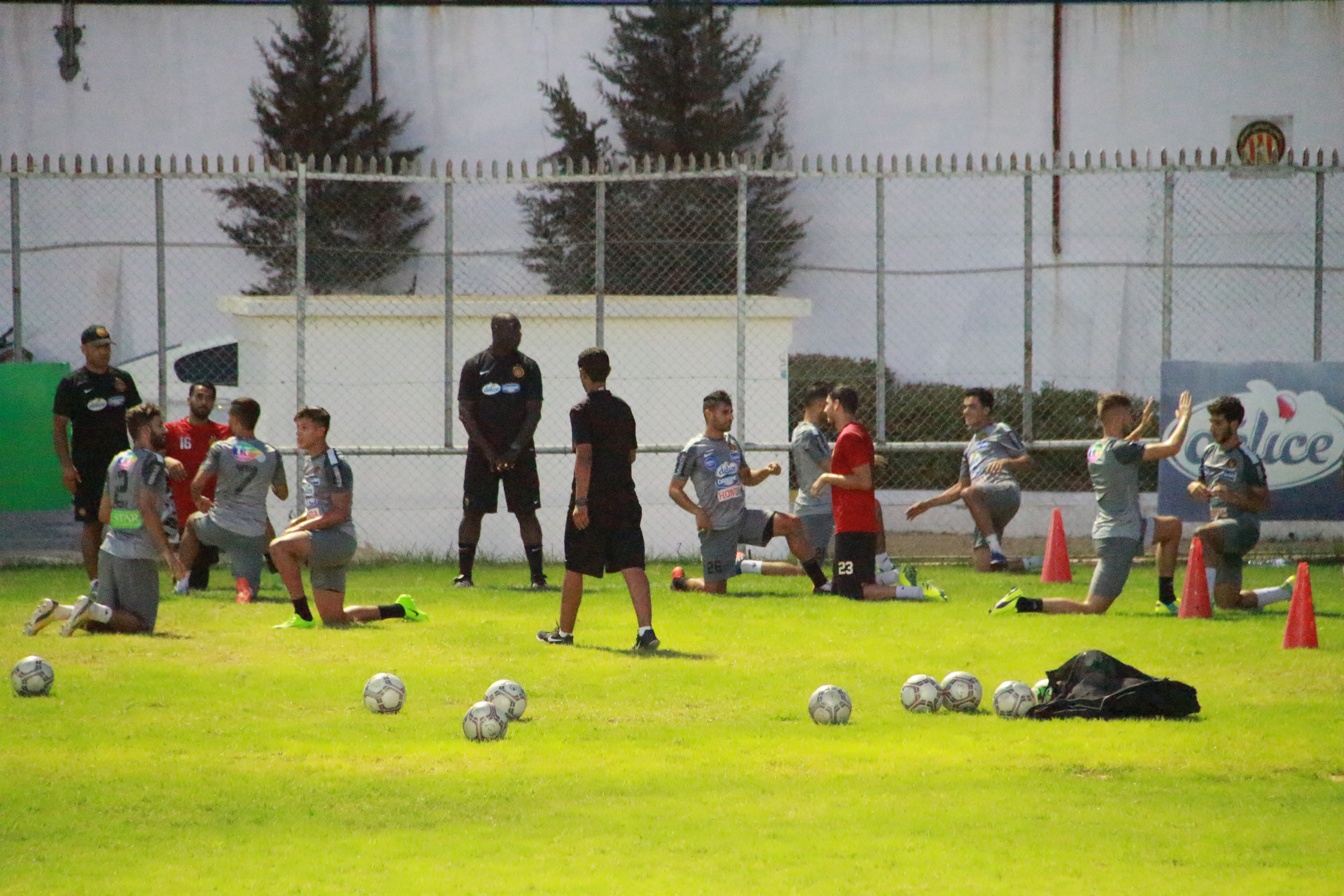
Entraînement de l'équipe des jeunes en 2017.

Le Parc Hassen Belkhodja, dit Parc B, est le siège social du club depuis son transfert du quartier de Bab Souika et le centre d'entraînement de l'équipe à partir de 1997. Portant le nom d'Hassen Belkhodja, président du club entre 1971 et 1981, il s'étend sur une superficie de sept hectares au centre-ville, entre l'avenue Mohammed-V et les berges du lac de Tunis.
Un bâtiment abrite la direction générale, les services administratifs et financiers, le service de presse, le département de la billetterie et des abonnements, celui du sponsoring et de la publicité, la salle des trophées, une salle de réunions ainsi qu'un magasin d'équipements. Six terrains en gazon, dont neuf en gazon artificiel, une salle omnisports de 2 500 places, une salle de musculation, des vestiaires avec jacuzzi, un bloc médical et des installations sanitaires pour les joueurs complètent ses équipements. En 2000, une salle est ajoutée pour le centre d’entraînement des jeunes volleyeurs.

## Marketing
Depuis quelques années, le club a développé sa politique de marketing dans le cadre du projet Perspectives 2019 qui permet au club de développer un pôle économique pour diversifier ses sources de financement. Après plusieurs saisons passées avec Nike, Umbro devient le sponsor officiel de l'équipe dès le début de la saison 2017-2018.

### Taraji Store
Le 29 juin 2012 est officiellement lancé Taraji Store, le magasin officiel pour les produits dérivés de l'Espérance sportive de Tunis. En janvier 2017 et à l'occasion du 98e anniversaire du club, Riadh Bennour annonce que deux nouveaux points de ventes vont être installés. Depuis, plusieurs points de ventes ont vu le jour sur tout le territoire national. De plus, le site Taraji Store offre la possibilité de livraison de ses produits en Tunisie et ailleurs dans le monde.

### Taraji Mobile
L'offre Taraji Mobile est lancée début 2014 après une convention entre l'opérateur Tunisie Télécom et l'Espérance sportive de Tunis. Des cartes SIM aux couleurs du club sont dès lors disponibles pour les supporters avec des avantages.

### Taraji+
Depuis 2022, le club a lancé Taraji+, sa nouvelle application mobile, sur iOS et Android. Cette nouvelle application permet de suivre toute l'actualité du club et de trouvez toutes les dernières photos, vidéos et podcasts. De plus, la version premium permet aux abonnés de bénéficier d'autres avantages tels que l'accès en avant-première à Taraji Live, l'émission quotidienne du club, à tous les contenus multimédia, interviews, actualités et coulisses du club. La première année permet au club d'obtenir un bénéfice estimé à dix millions de dinars.

### Taraji Holding
En décembre 2024, Taraji Holding, la structure économique et financière de l'Espérance sportive de Tunis, soumet officiellement son dossier pour une introduction à la Bourse de Tunis, soit la première fois qu'un club sportif en Tunisie met en place une entité structurée et orientée vers le marché financier, avec pour objectif d'assurer une stabilité financière durable.

## Culture populaire
Le slogan Tarajji ya dawla est symptomatique du degré d'identification entre l'équipe et le régime du président Habib Bourguiba. Souvent traduit par « État », le terme dawla fait référence plus largement au pouvoir : le club n'est pas seulement une équipe mais aussi un acteur politique, servant tantôt de bannière du sport et au-delà de l'État tunisien, tantôt d'instrument de formation et d'éducation contribuant à la construction du nouvel État.

## Jumelage
- Taraji Wadi Al-Nes (en)[148] (équipe du championnat de Palestine de football)

## Groupes de supporters

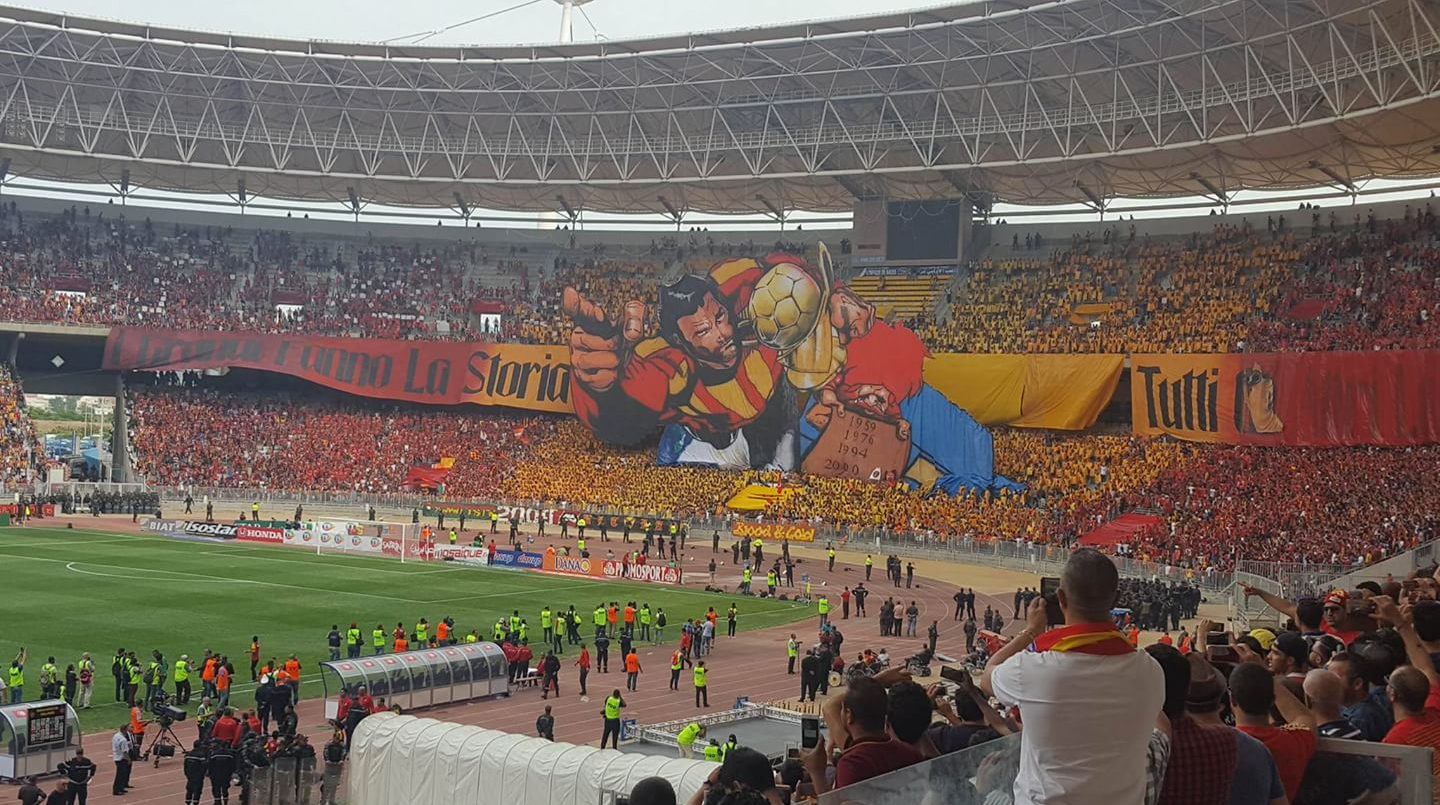
Tifo des supporters lors de la saison 2016-2017.

Plusieurs groupes de supporters s'occupent des spectacles précédant les matchs ou le début de la deuxième période, appelés communément dakhla (entrée des joueurs). Le plus ancien d'entre eux, les Ultras l'Emkachkhines, appartient au mouvement ultras mais n'a aucun statut juridique comme d'autres groupes ultras en Europe ; deux sources de financement permettent au club de survivre : les ventes de produits dérivés (t-shirts, casquettes, pulls, écharpes, etc.) ainsi que les donations des membres et des supporters. Les Supras Sud sont un autre groupe de supporters ultras de l'EST, son acronyme regroupant les trois premières lettres de « supporters » et les trois dernières de « ultras ». D'autres groupes sont apparus par la suite, dont Blood & Gold, Zapatista Esperanza, Torcida Espérantistes, Matadors, Fedayn Espérantistes et Ultras South Warriors.
Tous se partagent la galerie sud, derrière le gardien de but, qui est l'endroit de rassemblement des « viragistes » (supporters se plaçant dans cette zone).
| Nom                   | Abréviation | Date d'activité | Adhérents (2010) |
| --------------------- | ----------- | --------------- | ---------------- |
| Ultras l'Emkachkhines | ULE '02     | depuis 2002     | 132              |
| Supras Sud            | SS '04      | 2004-2013       | 77               |
| Blood & Gold          | B&G '05     | 2005-2023       | 33               |
| Zapatista Esperanza   | ZE '07      | depuis 2007     | 113              |
| Torcida Espérantistes | TE '08      | 2008-2015       | 33               |
| Matadors              | MD '08      | depuis 2008     |                  |
| Fedayn Espérantistes  | FE '09      | depuis 2009     |                  |
| Ultras South Warriors | USW '11     | depuis 2011     |                  |

## Club omnisports
Hormis le football, l'Espérance sportive de Tunis dispose de sept autres disciplines : handball, volley-ball, basket-ball, boxe, lutte, judo et natation. La section de basket-ball, dissoute en 1995, refait surface en 2011 avec les catégories des jeunes.